# Felsőszinevér

Üdülő a falu határában

Felsőszinevér (más néven Szinevérpolyána, ukránul: Синевирська Поляна [Szinevirszka Poljana], oroszul: Синевирськая Поляна [Szinyevirszkaja Poljana]) falu Ukrajnában, Kárpátalján, a Huszti járásban.

## Fekvése
Ökörmezőtől 15 km-re északkeletre, a Talabor partján fekszik.

## Nevének eredete
A  Szinevér helységnév ruszin eredetű. Az összetett név előtagja a ruszin-ukrán синій ’kék’ melléknév (СУМ.9: 182-3, Чопей 362), utótagja pedig a вир ’örvény, forgó’ (СУМ. 1: 466, Sztripszky 119) főnév. Pesty Frigyes írta a település elnevezéséről: „Nevezetére nézve csupán az orosz szótól származtatik,- ugyanis a község alsó része alatt a Talabor folyóban mintegy 6 öl hosszaságban egy szikla alatt iszonyú nagy mélység lévén, mely felette nagy mélysége, s örvénye miatt Szinyivir-nek nevezett (!); mert Szinyi magyarul annyi: mint kék és vir magyarul: örvény – egybe kimondva Szinyi vir – kék örvény – innét maradt fent maig is Szinevér nevezete”.
A név a Talabor folyó kéken örvénylő vizével, és nem a Szinevérpolyánától északra fekvő tengerszemmel kapcsolatos. 

## Története
A falu nevét 1604-ben Zynever(Bélay 200) néven említette először oklevél. További névváltozata: 1605-ben, Szinever, 1715-ben Szinevér Polyána, 1725-ben Szinever, 1773-ban Szinevér, 1808-ban Synewir, Szinevér (Lipszky:rep. 648), 1828-ban, 1838-ban Szinevér, 1851-ben Szinevér (Fényes Elek 4: 136-7), 1877-ben Szinevér, Tócska-Szinevér, Szinyijvér (hnt.), 1913-ban Alsószinevér (hnt.), 1925-ben Sinevir Nižni, 1930-ban Sinovir (ComMarmUg. 122), 1944-ben Alsószinevér, Синевиръ (hnt.), 1983-ban Сiневiр, Синевир(Zo).
A falut a 17. század végén a Kornis örökösök telepítették.
1910-ben 1013, túlnyomórészt ruszin lakosa volt. A trianoni békeszerződésig Máramaros vármegye Ökörmezői járásához tartozott.

## Népesség
Ma mintegy 1000 ukrán-ruszin lakosa van.

## Nevezetességek
- Görögkatolikus fatemploma és haranglába a 18-19. században épült a Megváltás tiszteletére.
- A határában fekvő Szinevéri-tó kedvelt üdülőhely. A tó kb. 10 000 éve egy földcsuszamlás következtében keletkezett.
- 2004-től itt tartják a Kárpátaljai Nyári Szabadegyetem évi rendezvényeit (2012-ben a huszadikat).